# Arbetarupproret 1878 på Saint Croix
| St. Croix |
| --- |
| Karta över danska Västindien - Dansk koloni – 1754–1917 - Händelse – Arbetaruppror 1878 - Plats – Frederiksted |

Arbetarupproret 1878 på Saint Croix i dåvarande Danska Västindien var ett uppror på ön Saint Croix som startade den 1 oktober 1878. Bland ledarna var flera kvinnor. Upproret kallades Fireburn, ordagrant översatt till "eldbrand" och stora delar av staden Fredriksted samt hälften av öns plantager sattes i brand.

## Bakgrund
År 1848 marscherade 8 000 slavar mot Frederiksted på västkusten för att ställa krav på omedelbar frigivning. Den danska kungen Kristian IX hade beslutat att slaveriet skulle upphöra successivt under tolv år. Slavarna hotade med att göra uppror och sätta eld på staden. Guvernör Peter von Scholten, som tog hotet på allvar höll ett berömt tal från fortet i Frederiksted:
| ”                                              | Alla de som inte är fria på de Danska Västindiska öarna kan från och med idag anse sig som fria …” | „ |
| – Peter von Scholten, Guvernör för Saint Croix | |   |

Slavarna var nu fria men var tvungna att skriva under arbetskontrakt, som band dem och deras familjer till plantageägarna. Lönerna var för låga för att leva på, och plantageägarna behövde inte längre betala för arbetarnas sjukvård. För att lämna ön krävdes intyg som var svåra att få tag på. 

## Fardagen
Den 1 oktober 1878 samlades många lantarbetare i staden Frederiksted. Det var fardagen, den enda dagen på året då arbetskontrakt kunde omförhandlas eller avslutas, antingen av arbetsgivaren eller arbetstagaren. Många arbetare sökte sig då till städerna för att söka arbete. På Saint Croix producerades hälften av Danmarks sockerkonsumtion. Sockerrören odlades och skördades av lantarbetare på stora plantager.

Gateway (Ruins), Centerline Road, Frederiksted, St. Croix. I dag kallas vägen Queen Mary Highway, efter Mary Thomas.

Arbetarna startade demonstrationer och början gick det lugnt till. Men efter ett tag uppkom ett rykte att en arbetare hade arresterats och utsatts för misshandel och dött i ett fängelse. En våldsam revolt utbröt och lantarbetarna beväpnade sig med stenar och facklor och försökte inta fortet i Frederiksted. Danska soldater svarade med skottlossning. Då drog sig demonstranterna in mot staden och plundrade lagerhus och packhus och satte eld på byggnader Snart stod halva staden i brand inklusive fortet.

## ”Drottningarna”
Flera av upprorsledarna var kvinnor och tre framstår särskilt: Mary Thomas, Mathilda McBean, Axeline ”Agnes” Elizabeth Salomon samt Susanna "Bottom Belly" Abramsen. 
Mary Thomas gick under namnet "Queen Mary" och var i 30-årsåldern vid tiden för upproret. Hon föddes på Antigua och kom till Saint Croix på 1860-talet för att söka arbete. Hon arbetade på olika sockerplantager och hade arbetskontrakt på plantagen Spratt Hall när revolten bröt ut. I hennes journal fång fängelset i Köpenhamn står det att hon gick under tillnamet drottning, men i eftertiden har alla fyra kvinnorna fått det tillnamnet.

## Efterspel
51 ledare dömdes till döden, varav tolv sköts vid ståndrätt den 5-7 oktober. Övriga, däribland Mary Thomas, Mathilda McBean, Axeline Salomon och Susanna Abramsen, skickades till ett kvinnofängsel i Köpenhamn, där straffet omvandlades till livstids straffarbete. 1887 överfördes fångarna till fängelset i Christiansted på Saint Croixs nordkust. Upproret orsakade stora skador. 50 byggnader och 300 hektar jordbruksmark förstördes av bränder. 75 lantarbetare, varav 14 kvinnor, två soldater och en plantageägare dödades.
Ett år efter upproret skrevs arbetskontrakten om och lönerna höjdes något. Berättelsen om kvinnornas motstånd finns i det afro-karibiska kulturarvet och på 1980-talet uppstod en folkvisa som alla barn känner till:
Queen Mary, oh where you gon’ go burn?
’Queen Mary, oh where you gon’ go burn?
Don’t ask me nothin’ at all. Just give me the match and oil.
Bassin Jailhouse. Ah there the money there.
We gon’ burn Bassin come down,
 And when we reach the factory, we’ll burna m level down.
Bassin var ett äldre franskt namn på Christiansted. Detta namn fortsatte att användas om hamnområdet. År 1972 döptes landsvägen mellan Christiansted och Frederiksted om till Queen Mary Highway efter Mary Thomas och flera statyer över de tre ”drottningarna” har rests.
2018 gjorde konstnärerna Jeannette Ehlers och La Vaughn Belle en staty av Mary Thomas, med namnet "I am Queen Mary", vilken var den första offentliga statyn av en svart kvinna i Danmark.